# سيرجيو سيميدو
سيرجيو مانويل مونتيرو سيميدو (بالبرتغالية: Sérgio Manuel Monteiro Semedo‏) (مواليد 23 فبراير 1988) هو لاعب كرة قدم من الرأس الأخضر يلعب حاليًا لصالح نادي أولهانينسي.

## روابط خارجية
- سيرجيو سيميدو على موقع قاعدة بيانات كرة القدم.إي يو (الإنجليزية)
- سيرجيو سيميدو على موقع ناشيونال فوتبول تيمز (الإنجليزية)
- سيرجيو سيميدو على موقع Soccerway.com (الإنجليزية)
- سيرجيو سيميدو على موقع AS.com (الإسبانية)
- صفحة اللاعب على سوكرواي